# راز مینا
راز مینا فیلمی به کارگردانی  و نویسندگی عباس رافعی ساختهٔ سال ۱۳۷۵ است.

## خلاصه داستان
مينا اخوان(لعیا زنگنه) به دوستش آسيه قول مي دهد كه آن را به محل امني برساند، چرا كه نيروهاي سازمان ساواك به دنبال آن ها هستند، اما مينا به محل قرار دير مي رسد و آسيه و علي به دست نيروهاي ساواك كشته مي شند و تنها دخترشان سحر نزد او باقي مي ماند...

## بازیگران
- لعیا زنگنه در نقش مینا
- امیر صادقیان در نقش بهروز
- آیدا محمدخانی در نقش سحر
- داریوش رضوانی
- شهرام درویش
- مهدی نعمت جمشیدی
- محمدرضا سعیدی
- سپیده حسینی در نقش مریم
- رویا فلاحی
- شهزاد صفوی
- آزیتا رضایی
- بیژن افشار
- فرامرز روشنایی
- فرهاد محبت
- محمد میرحیدری
- محمدرضا حبیبی
- عباس ملکی
- فتاحی
- بدخش
- حسن خانی
- ترکمانی